# L'Amour de ma vie (chanson)
Chansons représentant le Luxembourg au Concours Eurovision de la chanson
Children, Kinder, Enfants
(1985) Amour, Amour
(1987)
L'Amour de ma vie est la chanson représentant le Luxembourg au Concours Eurovision de la chanson 1986. Elle est interprétée par Sherisse Laurence.

## Eurovision
Le radiodiffuseur luxembourgeois, RTL Télévision, choisit l'artiste et la chanson en interne, qui sont présentées par le management, pour représenter le Luxembourg au Concours Eurovision de la chanson 1986.
La chanson est composée par Alain Garcia, Rolf Soja et Frank Dostal. C'est la deuxième participation de Soja et Dostal au Concours, en 1978, ils avaient écrit, composé et produit Parlez-vous français ?, chanson représentant le Luxembourg au Concours Eurovision de la chanson 1978. Elle fut 7e du Concours, mais fut un succès commercial.
L'Amour de ma vie est d'abord une ballade au rythme lent qui dure plus de quatre minutes et est fortement soutenue par la musique électronique. La chanson est repensée et accélérée pour l'apparition de Sherisse à l'Eurovision, avec un orchestre en direct qui sera dirigée par Rolf Soja lui-même.
La chanson est la première de la soirée, précédant Željo moja interprétée par Doris Dragović pour la Yougoslavie.
À la fin des votes, elle obtient 117 points et finit à la 3e place sur dix-neuf participants.
Sherisse Laurence fit une version en anglais de la chanson, The Love of My Life.

### Points attribués au Luxembourg
| 12 points             | 10 points                     | 8 points                                   | 7 points            | 6 points   |
| --------------------- | ----------------------------- | ------------------------------------------ | ------------------- | ---------- |
| - Allemagne - Norvège | - Autriche - Belgique - Suède | - Chypre - France - Pays-Bas - Royaume-Uni | - Irlande           | - Portugal |
| 5 points              | 4 points                      | 3 points                                   | 2 points            | 1 point    |
| - Yougoslavie         | - Finlande - Israël           |                                            | - Danemark - Suisse | - Islande  |